# 羅加爾峰

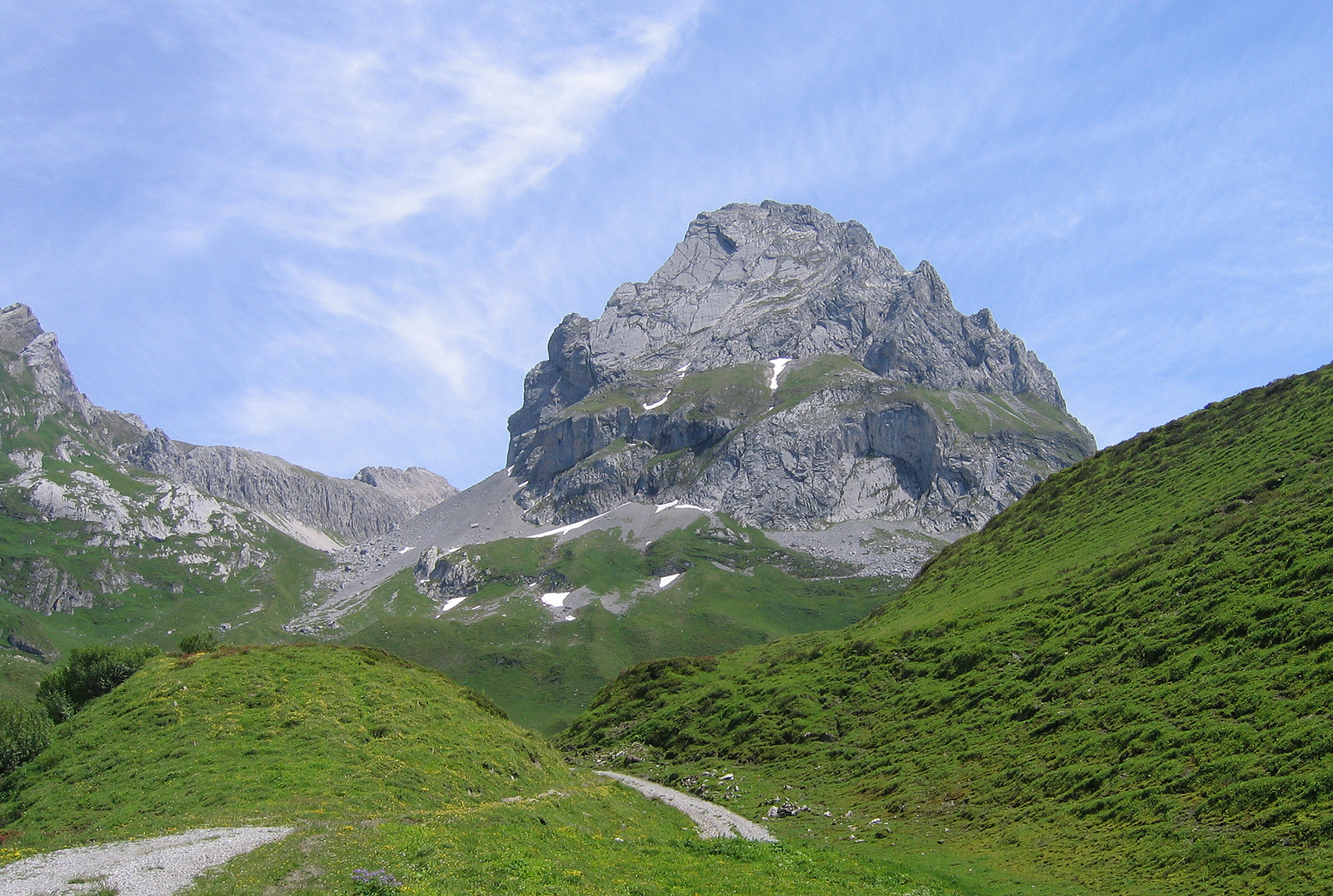

47°9′58″N 10°7′3″E / 47.16611°N 10.11750°E
羅加爾峰（德語：Roggalspitze），是奧地利的山峰，位於該國西部，由福拉爾貝格州負責管轄，屬於萊希奎倫山脈的一部分，海拔高度2,673米，每年平均降雨量1,730毫米，人類在1877年首次登頂。